# Міжнародна класифікація хвороб-10
Десятий перегляд Міжнародної статистичної класифікації хвороб і проблем, пов'язаних зі здоров'ям (МКХ-10) проведено з 25 вересня по 2 жовтня 1990 року Всесвітньою організацією охорони здоров'я в Женеві. МКХ-10 була схвалена на Сорок третій сесії Всесвітньої асамблеї охорони здоров'я в травні 1990 року і з 1994 року почала впроваджуватися в державах-членах ВООЗ. З 18 червня 2018 року введено в дію Міжнародну класифікацію хвороб 11-го перегляду (МКХ-11, ICD-11) . МКХ-11 заплановано повністю впровадити у 2021 році.
Основним нововведенням Міжнародної класифікації хвороб десятого перегляду стало використання алфавітно-цифрової системи кодування, що передбачає наявність у чотиризначною рубрики однієї літери, за якою розташовані три цифри, що дозволило більш ніж удвічі збільшити розміри структури кодування. Введення до рубрики літери або групи літер дозволяє закодувати в кожному класі до 100 тризначних категорій. З 26 букв алфавіту використано 25. Таким чином, можливі номери кодів від A00.0 до Z99.9. Буква U залишена вакантною (резервною). Крім того, важливим нововведенням стало включення в кінці деяких класів переліку рубрик, класифікують порушення, які виникли після проведення медичних процедур. Ці рубрики описували стани, які розвивалися в результаті різних втручань, наприклад ендокринні і метаболічні розлади після видалення органу або інші патологічні стани, наприклад демпінг-синдром, який є ускладненням деяких хірургічних втручань на шлунку.

## Структура
Паперове видання МКХ-10 складається з трьох томів:
- том 1 містить основну класифікацію, а також містить розділ «Морфологія новоутворень», спеціальні переліки для зведених статистичних розробок, визначення та номенклатурні правила;
- том 2 містить інструкції по застосуванню для користувачів МКХ;
- том 3 являє собою Алфавітний покажчик до класифікації.

Структура МКХ-10 розроблена на основі класифікації, запропонованої Вільямом Фарром. Його схема полягала в тому, що для всіх практичних та епідеміологічних цілей статистичні дані про хвороби повинні бути згруповані певним чином:
- епідемічні хвороби;
- конституціональні або спільні хвороби;
- місцеві хвороби, згруповані за анатомічною локалізацією;
- хвороби, пов'язані з розвитком;
- травми.

Класи I—XVII відносяться до захворювань і інших патологічних станів, клас XIX — до травм, отруєнь та деяких інших наслідків дії зовнішніх чинників. Інші класи охоплюють ряд понять, що стосуються діагностичних даних.

### Блоки рубрик
Класи поділяються на однорідні «блоки» тризначних рубрик. Наприклад в класі I назви блоків відображають дві осі класифікації — шляхи передачі інфекції і широку групу патогенних мікроорганізмів.
У II класі першою віссю є характер новоутворень по локалізації, хоча кілька тризначних рубрик призначені для важливих морфологічних типів новоутворень (наприклад, лейкози, лімфоми, меланоми, мезотеліоми, саркоми Капоші). Діапазон рубрик дано в дужках після назви кожного блоку.

### Тризначні рубрики
в рамках кожного блоку деякі з тризначних рубрик призначені тільки для однієї хвороби, відібраної внаслідок її частоти, тяжкості, сприйнятливості до дій служб охорони здоров'я, в той час як інші тризначні рубрики призначені для груп хвороб з деякими загальними характеристиками. У блоці зазвичай є рубрики для «інших» станів, що дають можливість класифікувати велику кількість різних, але тих що рідко зустрічаються станів, а також «непоточнені» стани.

### Чотиризначні підрубрики
Більшість тризначних рубрик підрозділені допомогою за четвертого цифрового знаку після десяткової крапки, з тим щоб можна було використовувати ще до 10 підрубрик. Якщо тризначна рубрика не підрозділена, рекомендується використовувати букву «X» для заповнення місця четвертого знака, щоб коди мали стандартний розмір для статистичної обробки даних.
Чотиризначні підрубрики використовують будь-яким підходящим способом, визначаючи, наприклад, різні локалізації або різновиди однієї хвороби.
Четвертий знак .8 зазвичай використовується для позначення «інших» станів, які належать до даної тризначної рубрики, а знак .9 найчастіше використовується щоб висловити те ж поняття, що й назва тризначної рубрики без додавання будь-якої додаткової інформації.

### Невикористані коди «U»
Коди U00—U49 слід використовувати для тимчасового позначення нових хвороб неясної етіології. Коди U50—U99 можуть бути використані в дослідницьких цілях, наприклад для апробування альтернативної підкласифікації в рамках спеціального проєкту. Коди U00 — U89 використовуються для особливих цілей і становлять XXII клас хвороб.

## Перелік класів МКХ-10
Список класів

## Видання (версії)
- 2019 [Архівовано 31 березня 2020 у Archive.is]
- 2016 [Архівовано 5 листопада 2018 у Wayback Machine.]
- 2015 [Архівовано 30 червня 2018 у Wayback Machine.]
- 2014 [Архівовано 9 березня 2021 у Wayback Machine.]
- 2010 [Архівовано 4 грудня 2018 у Wayback Machine.]
- 2008 [Архівовано 17 квітня 2021 у Wayback Machine.]
- 2007[3]
- 2006[3]
- 2005[3]
- 2003[3]